# Prigrevica
Prigrevica (v srbské cyrilici Пригревица, maďarsky Bácsszentiván) je obec na samotném severu Srbska. Administrativně je součástí města Apatin, od něhož se nachází 9 km východně. Obyvatelstvo vesnice je téměř celé Srbské národnosti (cca 95 %). V roce 2011 měla obec 3964 obyvatel.
První zmínka o obci je z roku 1772. Její původní název zněl Svatý Jan (srbochorvatsky Sveti Ivan), po roce 1947 byl změněn na současný. Obec je typického vojvodinského typu s pravoúhlými ulicemi a vznikla nejspíše po opětovné kolonizaci Dolních Uher.[zdroj?] V obci se nachází katolický kostel, který byl zasvěcen Janu Křtitelovi. Rovněž zde stojí i kostel pravoslavný. Po druhé světové válce byla obec dosídlena kolonisty z oblasti Liky a Baniji.
Obcí prochází železniční trať Subotica–Bogojevo a severovýchodně potom také Kanál DTD.